# بوب جونسون (لاعب كرة قدم)
بوب جونسون (بالإنجليزية: Bob Johnson)‏ (27 مارس 1905 في المملكة المتحدة - 1 يناير 1987) هو لاعب كرة قدم بريطاني (وحمل سابقاً جنسية المملكة المتحدة لبريطانيا العظمى وأيرلندا) في مركز الهجوم. لعب مع ديري سيتي ونادي بارنسلي ونادي ساوثبورت وسبنيمور يونايتد ‏ وClub Thorne Colliery F.C. ‏ وWalker Celtic F.C. ‏ ودارلينجتون إف سى.